# Dan Lett
Dan Lett, vero nome Daniel Frederick Lett (Toronto, 16 aprile 1959), è un attore canadese.

## Biografia
Studiò presso la "White Oaks Secondary School" a Oakville. Ha lavorato nel cinema, in teatro e in televisione.
Ha preso parte a serie televisive importanti quali X-Files, E.N.G. - Presa diretta e Street Legal.
Ha vinto tre volte i Gemini Awards.

## Filmografia parziale

### Cinema
- Fuga d'inverno (Mrs. Soffel), regia di Gillian Armstrong (1984)
- Cavedweller, regia di Lisa Cholodenko (2004)
- The Prize Winner of Defiance, Ohio, regia di Jane Anderson (2005)
- Maps to the Stars, regia di David Cronenberg (2014)
- Born to Be Blue, regia di Robert Budreau (2015)
- X-Men - Apocalisse (X-Men: Apocalypse), regia di Bryan Singer (2016)
- Molly's Game, regia di Aaron Sorkin (2017)
- La forma dell'acqua - The Shape of Water (The Shape of Water), regia di Guillermo del Toro (2017)
- Georgetown, regia di Christoph Waltz (2019)
- Feel the Beat, regia di Elissa Down (2020)
- Hot Frosty - Una magia di Natale (Hot Frosty), regia di Jerry Ciccoritti (2024)

### Televisione
- Street Legal – serie TV, 4 episodi (1987-1994)
- E.N.G. - Presa diretta (E.N.G.) – serie TV, 2 episodi (1989-1994)
- X-Files – serie TV, episodio 1x12 (1993)
- Piccoli brividi (Goosebumps) – serie TV episodio 1x01 (1995)
- Wind at My Back – serie TV, 19 episodi (1996-2001)
- Lexi e il professore scomparso (Get a Clue), regia di Maggie Greenwald – film TV (2002)
- Suits - serie TV episodio 7x08 (2017)

## Doppiatori italiani
Nelle versioni in italiano delle opere in cui ha recitato, Dan Lett è stato doppiato da:
- Gianluca Machelli in Private Eyes, Hot Frosty - Una magia di Natale
- Paolo Maria Scalondro in X-Files
- Marco Balbi in Piccoli brividi
- Stefano Mondini in Wind at My Back
- Sergio Lucchetti in Born To Be Blue
- Enzo Avolio in Suits
- Antonio Palumbo in Georgetown